# Sawel
La Sawel Mountain o Slieve Sawel (in gaelico irlandese Samhail Phite Mheabh, che significa "somiglianza con la vulva di Medb") è una montagna situata al confine tra le contee di Londonderry (situata a nord) e Tyrone (situata a sud), Irlanda del Nord. Risulta essere il monte più elevato degli Sperrins, e il settimo complessivamente dell'Irlanda del Nord. La cima si trova a 678 metri di quota ed è composta di calcare cristallino.
Attorno alla cima c'è una landa con una vegetazione costituita anche da mirtilli, sebbene molte siano state danneggiate dalle passeggiate e dai pascoli. Sul Sawel si trova la sorgente del fiume Faughan, lungo 47 km e affluente del Foyle.